# Gußwerk
Gußwerk är en ort i kommunen Mariazell i distriktet Bruck-Mürzzuschlag i förbundslandet Steiermark i Österrike. 
Gußwerk var tidigare en självständig kommun, men blev 1 januari 2015 en del av Mariazell. Kommunen bestod av sex orter (Ortschaften) (inom parentes invånarantal 1 januari 2024):
- Aschbach (53)
- Gollrad (112)
- Greith (59)
- Gußwerk (791)
- Wegscheid (64)
- Weichselboden (31)